# IAI 라비
IAI 라비는 이스라엘 IAI가 개발한 4세대 전투기이다.

## 역사
미국이 개발비의 40%를 제공했다. 1986년 12월 31일 초도비행했으나, 이후 미국의 압력으로 개발이 취소되었다. 삼각날개와 카나드를 장착한 외양은 F-16과 다르지만, 2만 파운드 엔진출력, 최대이륙중량 19톤은 F-16과 동일하다. 즉, 수출시장에서 F-16과 동일한 경쟁기종이다.
2016년 현재 이스라엘 공군은 F-16 343대, F-15 83대를 사용중이다. F-35 33대를 주문했다.

## 중국
1998년 3월 23일 초도비행한 중국 청두 J-10은 삼각날개, 카나드의 외양, 엔진출력 2만 파운드, 최대이륙중량 19톤이 라비와 거의 똑같다. 라비의 기술이 중국으로 수출되었다는 보도는 없지만, 이스라엘은 조기경보기, 각종 미사일의 완제품, 기술을 중국에 수출해왔다.

## 제원 (라비)
정보의 출처: Wilson
일반 특성
- 승무원: 1
- 길이: 14.57 m (47 ft 10 in)
- 날개폭: 8.78 m (28 ft 10 in)
- 높이: 4.78 m (15 ft 8 in)
- 날개면적: 33.0 m² (355 ft²)
- 공허중량: 7,031 kg (15,500 lb)
- 탑재중량: 9,991 kg (22,025 lb)
- 최대이륙중량: 19,277 kg (42,500 lb)
- 엔진: 1× Pratt & Whitney PW1120 afterburning turbofan, 91.5 kN (20,600 lbf)

성능
- 최대속도: 1,965 km/h / Mach 1.6 (1,220 mph)
- 항속거리: 3,700 km (2,300 mi)
- 상승한도: 15,240 m (50,000 ft)
- 상승률: 254 m/s (50,000 ft/min)
- 날개하중: 303.2 kg/m² (62.0 lb/ft²)
- 추력대중량비: 0.94

무장
- 1 × 30 mm DEFA cannon
- 7,260 kg (16,000 lb) of stores

## 같이 보기
- 록웰-MBB X-31
- 청두 J-10